# Чичково (Московская область)
Чичково — деревня в Наро-Фоминском районе Московской области, входит в состав сельского поселения Атепцевское. Численность постоянного населения по Всероссийской переписи 2010 года — 1 человек, в деревне числятся 2 улицы и 18 садовых товариществ. До 2006 года Чичково входило в состав Каменского сельского округа.
Деревня расположена на юге центральной части района, у границы с Калужской областью, на правом берегу реки Нары, у устья безымянного правого притока, примерно в 10 км к югу от Наро-Фоминска, высота центра над уровнем моря 160 м. Ближайшие населённые пункты — Каменское в 1 км к востоку, на противоположном берегу реки, Мельниково в 3 км на юго-восток и Покровка в 3 км на север.